# موتورولا رازر (2020)
موتورولا رازر (منمنمة موتورولا رازر) هو هاتف ذكي قابل لطي بظام أندرويد الذي ينتجه شركة موتورولا للهواتف النقالة. تم كشف النقاب عنه في 14 نوفمبر 2019، وقد تم إصداره في 6 فبراير 2020،  تم تصميم الجهاز ليُذكّر بمجموعة هواتف ميزة موتورولا رازر الأصلية ويتميز بشاشة قابلة للطي أفقياً (على عكس الهواتف الذكية التي صممت لتكون مطوية عموديا). تم تصنيع الهاتف في الهند. سيتم بيعه بسعر 1500 دولار داخل الولايات المتحدة الأمريكية، كذلك قد يتوفر في الأسواق الأوروبية في يناير بسعر أعلى حوالي 1700 يورو، ولم تؤكد موتورولا بعد على خطتها الإنتاجية للهاتف الجديد وعدد الوحدات التي تريد إنتاجها.

## مواصفات
يأتي موتورولا رازر مع شاشة أولد قابلة للطي قياس 6.2 بوصة يتم التسويق لها تحت اسم Cinemavision طويلة نسبياً بنسبة طول إلى عرض 21:9 ودقة 2142 × 876 بكسل. يتميز المظهر الخارجي للجهاز بشاشة عرض سريعة بحجم 2.7 بوصة للوصول إلى الميزات المحددة (مثل الإشعارات) عند إغلاق الجهاز. الشاشة محمية بإطار من الصلب غير القابل للصدأ، ولا يوجد بها تجعد مرئي عند نقطة الطي، مع وجود جهاز استشعار لبصمات الأصابع في الحافة السفلية. استجابةً للمخاوف المحيطة بـ جالكسي فولد، ذكرت موتورولا أنها «تثق تمامًا» في متانة شاشة الهاتف، وأنها ستستمر «متوسط عمر الهاتف الذكي»، وأنهم «لن يذهبوا إلى هناك ونقول، ينبغي للمستهلكين توخي الحذر من كيفية استخدامهم للهاتف». يستخدم معالج كوالكوم سنابدراغون 710 ومعالج رسوميات اديرنو 616، مع 6 غيغابايت من ذاكرة الوصول العشوائي و128 غيغابايت من التخزين الداخلي غير قابل للتوسيع. يتم استخدام بطارية 2510 مللي أمبير في الساعة، ويدعم الشحن السريع بسرعة تصل إلى 15 واط عبر منفذ سي بي يو سي. توجد كاميرا واحدة في الجزء الخلفي مع عدسة 16 ميجابكسل، في حين أن الكاميرا الأمامية التي تواجه عدسة 5 ميجابيكسل وتقع داخل الشق في الجزء العلوي من الشاشة. وهو يدعم فقط eSIM.
يأتي رازر بنظام أندرويد 9.0 "باي". يحتوي البرنامج على إيستر إيغ "Retro Razr".